# 紫波町立紫波第一中学校
紫波町立紫波第一中学校（しわちょうりつ しわだいいちちゅうがっこう）は、岩手県紫波町にある公立中学校。全校生徒数、教員数は岩手県内でも群を抜くほど多い。略称は「紫波一」「紫波一中」「一中」など。生徒の大半は赤石小学校、日詰小学校、古館小学校出身である。
部活動が非常に多く、2004年に野球部が全国大会出場を果たし、水泳部では全国大会優勝者も出すなど、部活動も盛んな学校である。

## 沿革
- 1955年：紫波町立紫南中学校として設立
- 1956年：現校名に改称
- 1957年：校歌制定
- 1981年：校舎改築工事完了(西校舎)
- 1993年：校舎増改築工事完了(東校舎)
- 1996年：プール完成
- 2009年：駐車場舗装工事完了

## 出身者
- 佐藤大実（元プロサッカー選手）
- 吉田暢（元プロサッカー選手）
- 野田ヒロ子（オペラ歌手）
- STGM（アーティスト）
- 千葉裕也（フットサル選手）
- ミラノコレクションA.T.（プロレスラー）

## 交通アクセス
- 最寄り駅は、JR東北線紫波中央駅より徒歩10分
- 紫波インターより車で10分

## 部活動

### 運動部
- 陸上
- バスケットボール（男・女）
- 剣道
- バレーボール（男・女）
- ソフトテニス（男・女）
- 卓球（男・女）
- 野球

- ソフトボール
- 水泳
- 柔道
- サッカー
- ハンドボール（男・女）
- 特設：ラグビー

### 文化部
- 合唱
- 美術
- 科学

- 吹奏楽
- パソコン
- 手芸・工芸

英語部は、平成20年度より廃止された。